# Region Japan (Little League Baseball World Series)
Die Region Japan ist eine der acht internationalen Regionen, welche Teilnehmer an die Little League Baseball World Series, dem größten Baseball-Turnier für Jugendliche, entsendet. Die Region Japan nimmt schon seit 1962 an diesem Turnier teil, damals noch unter der Bezeichnung Region Ferner Osten. Als 2001 das Teilnehmerfeld verdoppelt wurde, wurde die Region Ferner Osten in die Regionen Asien und Pazifik aufgeteilt. Japan spielte in der Asiengruppe. 2007 wurden die Gruppen wieder zusammengeführt zur Gruppe Asien-Pazifik und Japan wurde eine eigene Region.

## Teilnehmende Mannschaften
Für die Qualifikation wird Japan in 12 Distrikte eingeteilt, welche eine unterschiedliche Anzahl an Präfekturen beinhalten. Die vier nach Anzahl der Ligen größten Distrikte entsenden zwei Mannschaften an die Japanischen Meisterschaften, die weiteren je eine Mannschaft.
| Distrikt               | Präfekturen                                                    | Große Städte                | Anzahl Mannschaften |
| ---------------------- | -------------------------------------------------------------- | --------------------------- | ------------------- |
| Hokkaidō (北海道)      | Hokkaidō                                                       | Sapporo                     | 1                   |
| Tōhoku (東北)          | Akita Aomori Fukushima Iwate Miyagi Yamagata                   | Sendai                      | 2                   |
| Shin’etsu (信越地方)   | Niigata Nagano Yamanashi                                       | Niigata, Nagano             | 1                   |
| Higashi-Kantō (東関東) | Chiba Ibaraki                                                  | Chiba, Funabashi, Ichikawa  | 1                   |
| Kita-Kantō (北関東)    | Gunma Tochigi Saitama                                          | Kawaguchi                   | 2                   |
| Tokio (東京)           | Tokio                                                          | Tokio                       | 2                   |
| Kanagawa (神奈川県)    | Kanagawa                                                       | Yokohama                    | 1                   |
| Tōkai (東海地方)       | Aichi Fukui Gifu Ishikawa Shizuoka Toyama                      | Nagoya, Hamamatsu, Shizuoka | 2                   |
| Kansai (関西)          | Hyōgo Kyōto Mie Nara Osaka Shiga Wakayama                      | Osaka, Kyōto, Kōbe, Nara    | 2                   |
| Chūgoku (中国)         | Hiroshima Okayama Shimane Tottori Yamaguchi                    | Hiroshima, Okayama          | 1                   |
| Shikoku (四国)         | Ehime Kagawa Kōchi Tokushima                                   | Matsuyama                   | 1                   |
| Kyūshū (九州)          | Fukuoka Kagoshima Kumamoto Miyazaki Nagasaki Ōita Okinawa Saga | Fukuoka                     | 1                   |

## Japanische Meisterschaften
| Jahr                       | Meister           | Stadt      | Zweiter         | Stadt      | LLWS Region  | Ergebnis an LLWS          |
| -------------------------- | ----------------- | ---------- | --------------- | ---------- | ------------ | ------------------------- |
| 1961                       | Misawa            | Aomori     |                 |            | Pazifik      | nicht qualifiziert        |
| 1962                       | Kunitachi LL      | Kunitachi  |                 |            | Ferner Osten | 6. Platz                  |
| 1963                       | Gyokusen LL       | Tokio      |                 |            | Ferner Osten | Aufgabe                   |
| 1964                       | Tachikawa City LL | Tokio      |                 |            | Ferner Osten | 4. Platz                  |
| 1965                       | Arakawa LL        | Tokio      |                 |            | Ferner Osten | 6. Platz                  |
| 1966                       | Wakayama LL       | Wakayama   |                 |            | Ferner Osten | 4. Platz                  |
| Japanische Meisterschaften |                   |            |                 |            |              |                           |
| 1967                       | West Tokyo        | Tokio      | Osaka Nishi     | Osaka      | Ferner Osten | Weltmeister               |
| 1968                       | Wakayama          | Wakayama   | Little Hawks    | ?          | Ferner Osten | Weltmeister               |
| 1969                       | Chofu             | Chōfu      | Little Hawks    | ?          | Ferner Osten | nicht qualifiziert        |
| 1970                       | Wakayama          | Wakayama   | Chofu           | Chōfu      | Ferner Osten | nicht qualifiziert        |
| 1971                       | Chofu             | Chōfu      | Wakayama        | Wakayama   | Ferner Osten | nicht qualifiziert        |
| 1972                       | Chofu             | Chōfu      | Izumi Otsu      | Ōtsu       | Ferner Osten | nicht qualifiziert        |
| 1973                       | Chofu             | Chōfu      | Sendai Minami   | Sendai     | Ferner Osten | nicht qualifiziert        |
| 1974                       | Chofu             | Chōfu      | Nerima          | Tokio      | Ferner Osten | nicht qualifiziert        |
| 1975                       | Chofu             | Chōfu      | Tokyo Machida   | Tokio      | Ferner Osten | Int. Teams ausgeschlossen |
| 1976                       | Funabashi         | Funabashi  | Komae           | Tokio      | Ferner Osten | Weltmeister               |
| 1977                       | Chofu             | Chōfu      | Higashi Osaka   | Osaka      | Ferner Osten | nicht qualifiziert        |
| 1978                       | Amagasaki Kita    | Amagasaki  | Suginami        | Tokio      | Ferner Osten | nicht qualifiziert        |
| 1979                       | Settsu            | Settsu     | Sendai Chuo     | Sendai     | Ferner Osten | nicht qualifiziert        |
| 1980                       | Suginami          | Tokio      | Wakayama        | Wakayama   | Ferner Osten | nicht qualifiziert        |
| 1981                       | Motomaki Chuo     | Chuo       | Nakano Higashi  | Tokio      | Ferner Osten | nicht qualifiziert        |
| 1982                       | Chofu             | Chōfu      | Kohhoku         | ?          | Ferner Osten | nicht qualifiziert        |
| 1983                       | Osaka Yodogawa    | Osaka      | Asahi           | ?          | Ferner Osten | 3. Platz                  |
| 1984                       | Taisho            | Osaka      | Hamamatsu       | Hamamatsu  | Ferner Osten | nicht qualifiziert        |
| 1985                       | Hoya              | Tokio      | Adachi Kita     | Tokio      | Ferner Osten | nicht qualifiziert        |
| 1986                       | Tokorozawa        | Tokorozawa | Ehime Nishi     | ?          | Ferner Osten | nicht qualifiziert        |
| 1987                       | Chofu             | Chōfu      | Aichi Iwakura   | Iwakura    | Ferner Osten | nicht qualifiziert        |
| 1988                       | Osaka Higashi     | Osaka      | Nagoya Higashi  | Nagoya     | Ferner Osten | nicht qualifiziert        |
| 1989                       | Settsu            | Settsu     | Chofu           | Chōfu      | Ferner Osten | nicht qualifiziert        |
| 1990                       | Hadano            | Hadano     | Takaishi        | Takaishi   | Ferner Osten | nicht qualifiziert        |
| 1991                       | Omiya             | Omiya      | Takatsuki       | Takatsuki  | Ferner Osten | nicht qualifiziert        |
| 1992                       | Minato            | Tokio      | Hasuda          | Hasuda     | Ferner Osten | nicht qualifiziert        |
| 1993                       | Sumida            | Tokio      | Kumamoto Chuo   | Chūō       | Ferner Osten | nicht qualifiziert        |
| 1994                       | Edogawa Minami    | Tokio      | Seya            | Yokohama   | Ferner Osten | nicht qualifiziert        |
| 1995                       | Izumisano         | Izumisano  | Midori Chuo     | Kanagawa   | Ferner Osten | nicht qualifiziert        |
| 1996                       | Matsusaka         | Matsusaka  | Hiratsuka       | Hiratsuka  | Ferner Osten | nicht qualifiziert        |
| 1997                       | Seya              | Yokohama   | Takarazuka      | Takarazuka | Ferner Osten | 3. Platz                  |
| 1998                       | Kashima           | Kashima    | Seya            | Yokohama   | Ferner Osten | 2. Platz                  |
| 1999                       | Hirakata          | Hirakata   | Hyogo Harima    | Harima     | Ferner Osten | Weltmeister               |
| 2000                       | Musashi Fuchu     | Tokio      | Kodaira         | Kodaira    | Ferner Osten | 3. Platz                  |
| 2001                       | Tokyo Kitasuna    | Tokio      | Nagoya Kita     | Nagoya     | Asien        | Weltmeister               |
| 2002                       | Sendai Higashi    | Sendai     | Takarazuka      | Takarazuka | Asien        | 2. Platz                  |
| 2003                       | Musashi Fuchu     | Tokio      | Chofu           | Chōfu      | Asien        | Weltmeister               |
| 2004                       | Sendai Higashi    | Sendai     | Tokyo Kitasuna  | Tokio      | Asien        | nicht qualifiziert        |
| 2005                       | Chiba City        | Chiba      | Gifu Tohno      | Gifu       | Asien        | 4. Platz                  |
| 2006                       | Kawaguchi         | Kawaguchi  | Musashi Fuchu   | Tokio      | Asien        | 2. Platz                  |
| 2007                       | Tokyo Kitasuna    | Tokio      | Hiratsuka       | Hiratsuka  | Japan        | 2. Platz                  |
| 2008                       | Edogawa Minami    | Tokio      | Matsusaka       | Matsusaka  | Japan        | 3. Platz                  |
| 2009                       | Chiba City        | Chiba      | Izumisano       | Izumisano  | Japan        | Viertelfinale             |
| 2010                       | Edogawa Minami    | Tokio      | Hirosaki Aomori | Hirosaki   | Japan        | Weltmeister               |
| 2011                       | Hamamatsu Minami  | Hamamatsu  | Seya            | Yokohama   | Japan        | 2. Platz                  |
| 2012                       | Tokyo Kitasuna    | Tokio      | Matsusaka       | Matsusaka  | Japan        | Weltmeister               |
| 2013                       | Musashi Fuchū     | Tokio      | Miyagino        | Sendai     | Japan        | Weltmeister               |
| 2014                       | Tokyo Kitasuna    | Tokio      | Musashi Fuchu   | Toyonaka   | Japan        | 3. Platz                  |
| 2015                       | Tokyo Kitasuna    | Tokio      | Hachioji        | Toyonaka   | Japan        | Weltmeister               |
| 2016                       | Chofu             | Tokio      | Sendai Higashi  | Sendai     | Japan        | Runde 1                   |
| 2017                       | Tokyo Kitasuna    | Tokio      | Chiba City      | Chiba      | Japan        | Weltmeister               |
| 2018                       | Kawaguchi         | Kawaguchi  | Nagasaki Minami | Nagasaki   | Japan        | 3. Platz                  |

## Resultate an den Little League World Series nach Präfekturen
| Präfektur | Anzahl Meisterschaften | Anzahl Teilnahmen an Weltmeisterschaften | Anzahl Titel an Weltmeisterschaften | W-L an den LLWS | %    |
| --------- | ---------------------- | ---------------------------------------- | ----------------------------------- | --------------- | ---- |
| Tokio     | 29                     | 16                                       | 8                                   | 56–11           | .836 |
| Osaka     | 7                      | 2                                        | 1                                   | 6–2             | .750 |
| Chiba     | 3                      | 3                                        | 1                                   | 9–4             | .692 |
| Wakayama  | 3                      | 2                                        | 1                                   | 5–1             | .833 |
| Saitama   | 3                      | 2                                        | 0                                   | 10–2            | .833 |
| Kanagawa  | 3                      | 1                                        | 0                                   | 2–2             | .500 |
| Miyagi    | 2                      | 1                                        | 0                                   | 5–1             | .833 |
| Shizuoka  | 2                      | 1                                        | 0                                   | 4–2             | .667 |
| Ibaraki   | 1                      | 1                                        | 0                                   | 3–2             | .600 |
| Hyōgo     | 1                      | 0                                        | 0                                   | 0–0             | –    |
| Mie       | 1                      | 0                                        | 0                                   | 0–0             | –    |
| Total     | 56                     | 21                                       | 11                                  | 94-26           | .783 |

 Stand nach den Little League World Series 2018